# Тирява-Волоська (гміна)
Гміна Тирява-Волоська (пол. Gmina Tyrawa Wołoska) — сільська гміна у східній Польщі. Належить до Сяноцького повіту Підкарпатського воєводства.
Станом на 31 грудня 2011 у гміні проживало 1984 особи.

## Територія
Згідно з даними за 2007 рік площа гміни становила 68.60 км², у тому числі:
- орні землі: 36.00%
- ліси: 52.00%

Таким чином, площа гміни становить 5.60% площі повіту.

## Населення
Станом на 31 грудня 2011:
| Опис     | Загалом | Загалом | Чоловіки | Чоловіки | Жінки | Жінки |
| -------- | ------- | ------- | -------- | -------- | ----- | ----- |
| одиниця  | осіб    | %       | осіб     | %        | осіб  | %     |
| все      | 1984    | 100     | 1009     | 50.86    | 975   | 49.14 |
| міське   | 0       | 100     | 0        |          | 0     |       |
| сільське | 1984    | 100     | 1009     | 50.86    | 975   | 49.14 |

## Солтиства
- Голучків (пол. Hołuczków)
- Ракова (пол. Rakowa)
- Розпуття (пол. Rozpucie)
- Семушова (пол. Siemuszowa)
- Тирява Волоська (пол. Tyrawa Wołoska)[4]

### Населені пункти
- Воля Крецівська (пол. Wola Krecowska)
- Креців (пол. Kreców)[5]
- Ляхава (пол. Lachawa)

## Релігія
До виселення українців у 1945 році в СРСР та депортації в 1947 році в рамках акції Вісла у селах гміни були греко-католицькі церкви парафій
Сяніцького деканату:
- парафія Тирява Сільна з приходом у с. Семушова, Голучків

Бірчанського деканату:
- парафія Креців з приходом у с. Воля Крецівська, Ляхава

Ліського деканату:
- парафія Тирява Волоська з приходом у с. Ракова
- парафія Завадка з приходом у с. Розпуття.

## Сусідні гміни
Гміна Тирява-Волоська межує з такими гмінами: Бірча, Вільшаниця, Лісько, Сянік.